# Llano de Ovejas (Antioquia)
Llano de Ovejas, o simplemente Ovejas,  es el único centro poblado del municipio de San Pedro de los Milagros (Antioquia), Colombia. El centro poblado dista 16 kilómetros de la cabecera municipal, ubicado en el extremo sur del municipio, muy cerca de la frontera que separa a este municipio con Bello, su principal actividad económica es la ganadería lechera, el cultivo de hortalizas, la porcicultura y la avicultura. 
Habitan su centro poblado y su zona de influencia rural 2500 personas aproximadamente, lo que equivale al 9.5 % de la población del municipio.

## Historia y geografía
Llano de Ovejas es el centro poblado más meridional de la subregión del Norte antioqueño. Fue fundado en el siglo XVIII por arrieros que ocupaban las estribaciones de la cordillera de las baldías, rápidamente fue ganando población con el florecimiento económico de la ganadería lechera y se consolidó como una de las regiones más eficientes en la producción de este producto.
Llano de Ovejas es un gran productor de alimentos en la subregión del Norte, sin embargo, dadas las circunstancias donde la gran mayoría de las tierras son propiedad de terratenientes y ocupadas por población flotante, el centro poblado presenta una disminución generalizada de su población desde hace décadas.

Está recorrido íntegramente por el río Aurra, que se constituye como el principal y prácticamente único afluente de importancia. 